# Anna Götze
Pour les articles homonymes, voir Götze.
Anna Götze, née le 6 avril 1875 à Leipzig et morte le 8 juillet 1958, est une anarchiste et résistante allemande. Elle est emprisonnée durant huit ans, dont cinq à Ravensbrück.

## Biographie

### Jeunesse et engagement politique
Anna Götze est née le 6 avril 1875 à Leipzig. Elle adhère au Parti social-démocrate d'Allemagne (SPD) en 1897 et en reste membre jusqu'en 1917. Au début des années 1920, elle se tourne vers l'anarchisme et devient membre de la Ligue spartakiste avant de commencer à travailler pour l'Union libre des travailleurs d'Allemagne d'obédience anarcho-syndicaliste (FAUD) au début des années 1920,,.
Elle travaille comme ouvrière plieuse dans l'imprimerie.
Elle a trois enfants, nés hors mariage : Ferdinand (Nante) (1907-1985) et Irma (1912-1958) sont également actifs au sein de la FAUD tandis que Waldemar (1915-?) est militant au Parti communiste d'Allemagne (KPD). Malgré des dissensions, ils coopéreront dans la résistance clandestine.

### La résistance
Après la prise du pouvoir par le parti nazi, Anna Götze est active dans le réseau clandestin de la FAUD.
L'appartement d'Anna Götze, Sigismundstrasse 6 à Leipzig, devient l'un des points de liaison de la résistance anarcho-syndicaliste. Elle est arrêtée une première fois en 1935 puis, à nouveau, le 1er octobre 1937. Anna Götze fait l'objet d'une enquête pour « préparation à la haute trahison, méfait grossier, cohabitation et autres crimes ». Elle est condamnée par le Volksgericht à trois ans de prison, qu'elle passe à la Prison de Waldheim (en) en Saxe. Elle est ensuite déportée au camp de concentration pour femmes de Ravensbrück dans le Brandebourg sans autre procédure,.
Là, Anna Götze retrouve sa fille Irma, arrêtée en France à son retour d'Espagne. Les deux femmes réussissent à s'évader vers la mer Baltique lors de la marche de la mort en avril 1945 et survivent à la fin de la guerre,.

### L'après-guerre
Après la guerre, Anna Götze et sa fille Irma rejoignent le Parti socialiste unifié d'Allemagne (SED). Mais, lorsqu'elle fait, en décembre 1945, une demande de reconnaissance du statut de "victime du fascisme", elle préfère cacher qu'elle a été membre d'une organisation anarchiste avant 1933
Son fils Waldemar Götze réussit à fuir en Union soviétique et il y a probablement été assassiné. Nante Götze et sa famille s'établissent en Suède après un parcours mouvementé à travers l'Europe.
Anna Götze décède le 18 juillet 1958.